# Benxi
Benxi (chinesisch 本溪市, Pinyin Běnxī Shì) ist eine bezirksfreie Stadt in der nordostchinesischen Provinz Liaoning. Sie hat eine Fläche von 8.428 km² und 1.326.018 Einwohner (Stand: Zensus 2020). Nach der Bevölkerungszahl ist Benxi die kleinste bezirksfreie Stadt der Provinz.

## Administrative Gliederung
Administrativ setzt sich Benxi aus vier Stadtbezirken und zwei Autonomen Kreisen zusammen. Diese sind (Stand: Zensus 2020):
- Stadtbezirk Pingshan (平山区), 179 km², 226.059 Einwohner;
- Stadtbezirk Xihu (溪湖区), 317 km², 204.660 Einwohner;
- Stadtbezirk Mingshan (明山区), 405 km², 378.936 Einwohner;
- Stadtbezirk Nanfen (南芬区), 615 km², 55.560 Einwohner;
- Autonomer Kreis Benxi der Manju (本溪满族自治县), 3.349 km², 230.850 Einwohner, Hauptort: Großgemeinde Xiaoshi (小市镇);
- Autonomer Kreis Huanren der Manju (桓仁满族自治县), 3.563 km², 229.953 Einwohner, Hauptort: Großgemeinde Huanren (桓仁镇).

## Wirtschaft
Die Stadt wurde 1915 als Industriestadt gegründet. Heute ist Benxi ein bedeutendes Bergbau- und Industriezentrum. Es gibt in der Nähe der Stadt große Vorkommen an Kohle, die mit zur Errichtung von Bengang führten, des größten Werks zur Erzeugung von Sonderstahl in China.
Seit 1905 förderte das Bergwerk Benxihu Steinkohle. Seit den 1990er Jahren ist Benxi außerdem ein bedeutender Produktionsstandort organischer Lebensmittel.

## Bilder

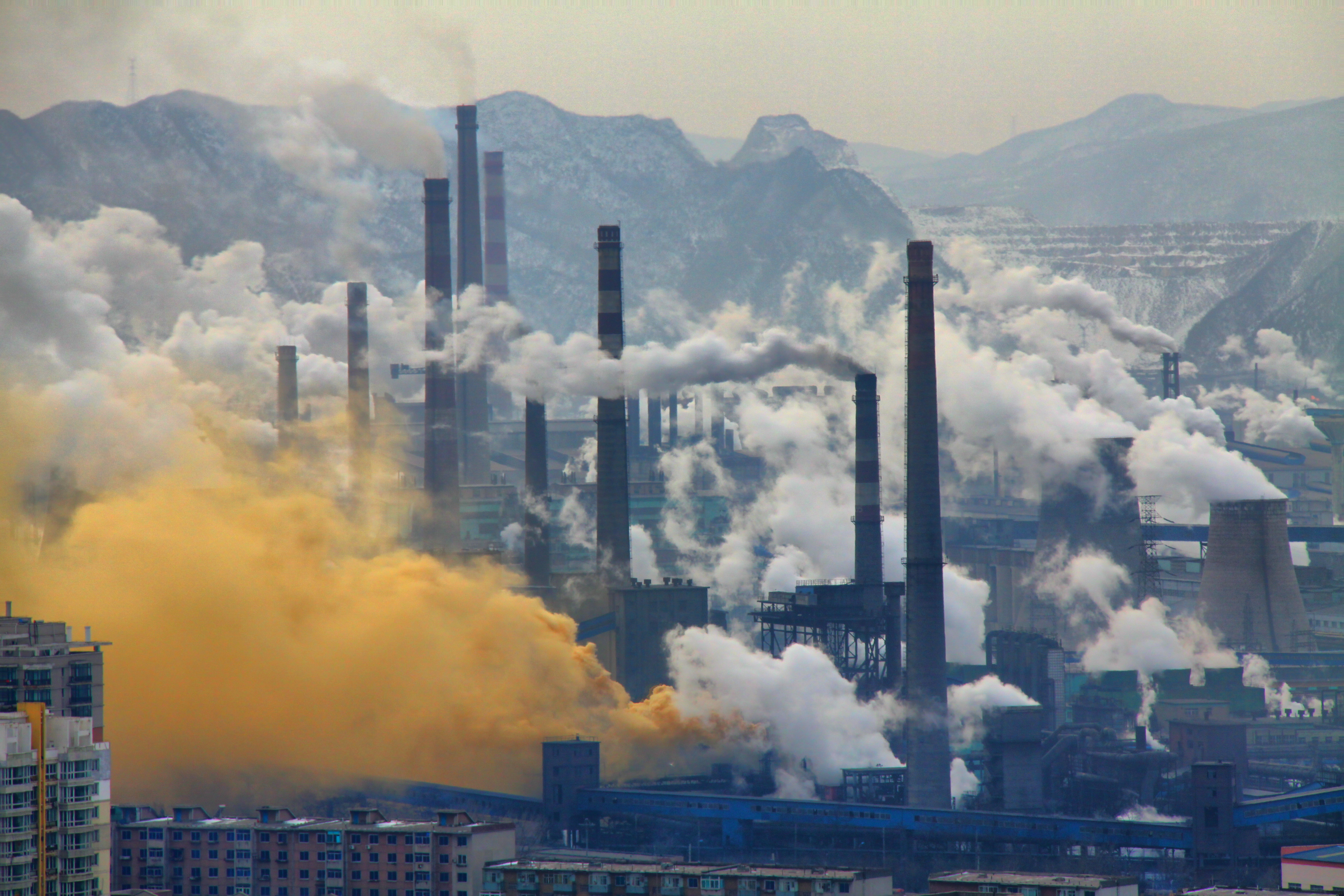
Stahlindustrie Benxis im Februar 2013
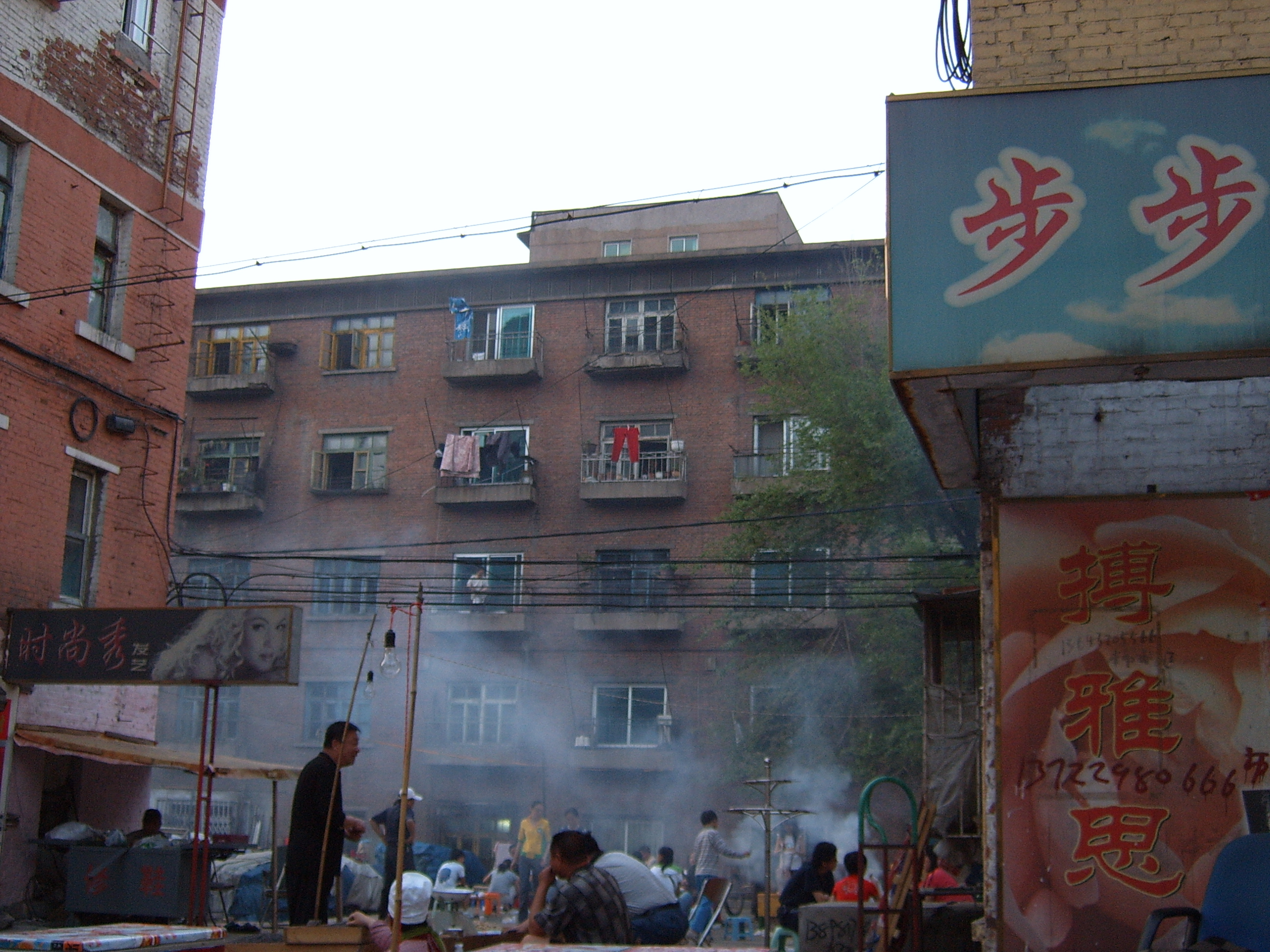
Straßenszene in Benxi
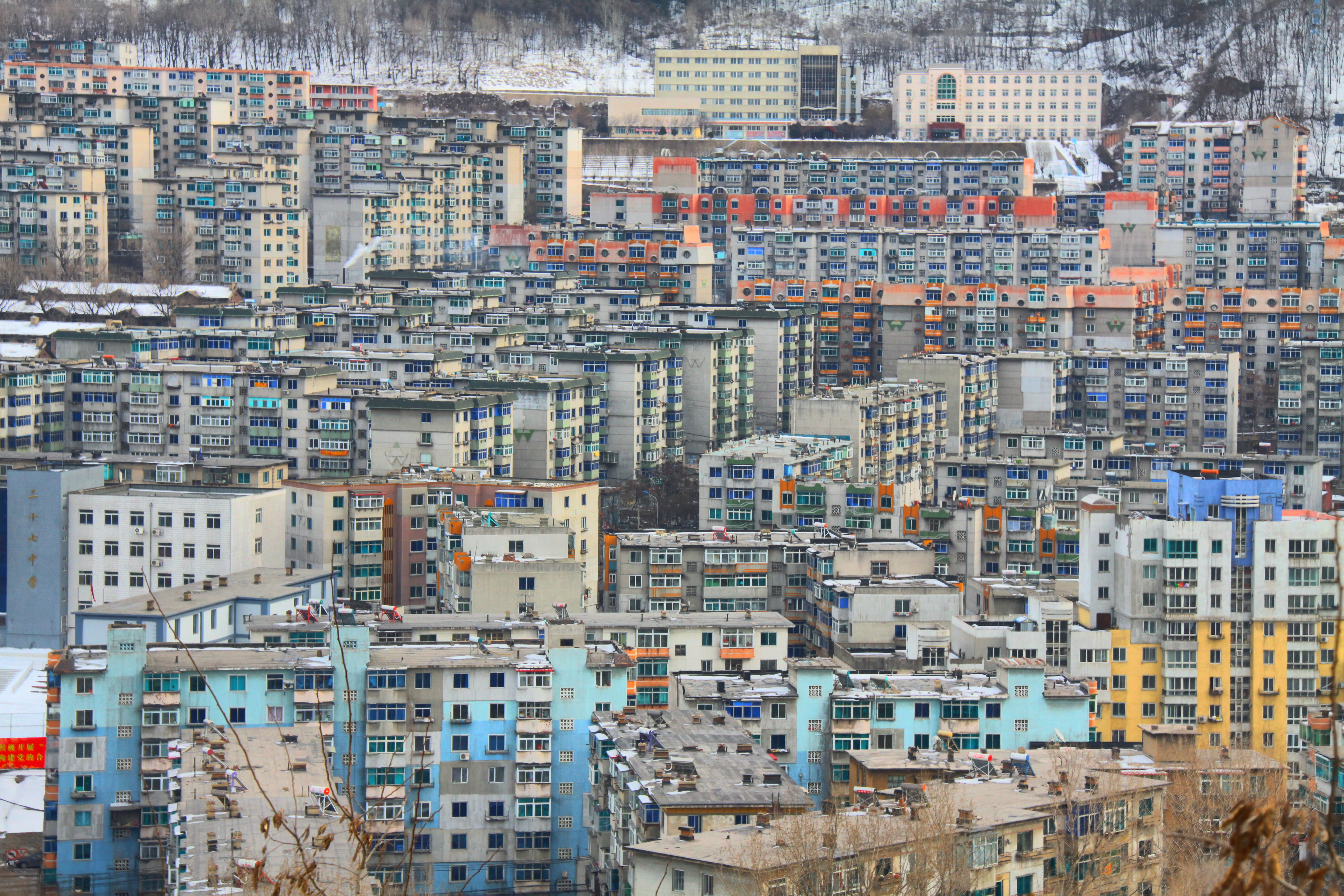
Alter Hausbestand
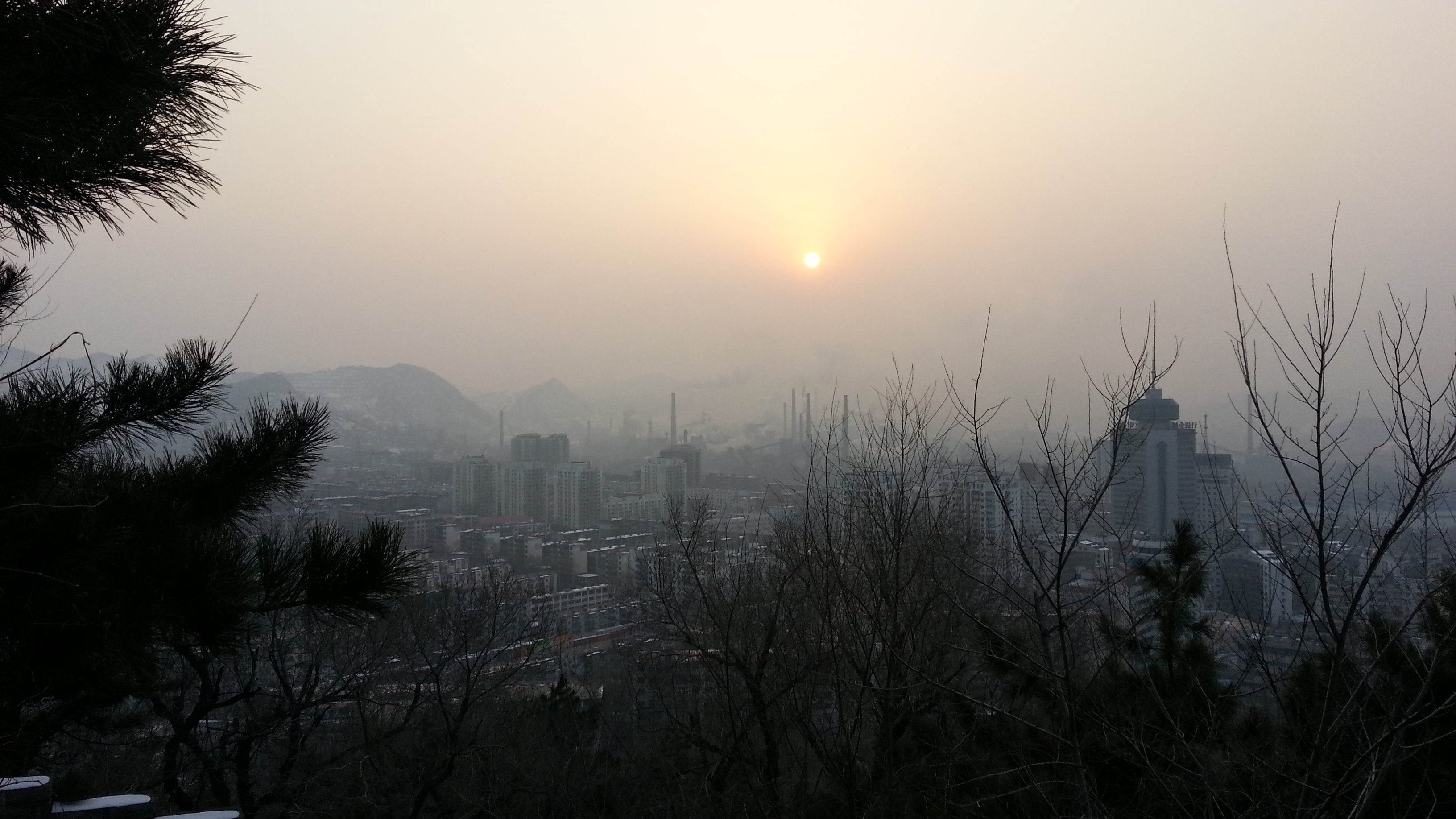
Smog Februar 2013

## Persönlichkeiten
- Xu Nannan (* 1978), Freestyle-Skierin
- Wu Tao (* 1983), Diskuswerfer
- Zhu Yu (* 1997), Fußballspielerin